# Reggie Keely
Reggie Keely (University Heights, 9 giugno 1991) è un cestista statunitense.